# Michel Evdokimov
Pour les articles homonymes, voir Evdokimov.
Michel Evdokimov (russe : Михаил Павлович Евдокимов), né le 19 septembre 1930 à Menton et mort le 1er juillet 2025 à Sainte-Geneviève-des-Bois, est un théologien français et prêtre orthodoxe. 

## Biographie
Agrégé d'anglais[Quand ?], enseignant à l'École alsacienne puis, après avoir soutenu sa thèse de doctorat en 1979, professeur de littérature comparée à l’université de Poitiers, Michel Evdokimov s'est spécialisé dans les littératures française, anglaise et russe, notamment Dostoïevski. 
Il a enseigné au Collège des Bernardins et présidé la Commission des relations inter-Églises au sein de l’AEOF.
Engagé dans l'œcuménisme comme son père, Paul Evdokimov, il a fondé la paroisse orthodoxe de Châtenay-Malabry. 
Dans les années 50 il a fait partit du Quatuor Kedroff sous Nicolas Kedroff (en).
Avant de devenir prêtre, il a été chef de chœur, dont le premier chef de chœur de la paroisse de la Très Sainte Trinité . Il a aidé à traduire et adapté les mélodies et textes liturgiques en français .
En 1979, il est ordonné diacre puis, en 1981, il devient prêtre puis archiprêtre [Quand ?]. En 1984, il fonde la paroisse des Saints-Pierre-et-Paul à Chatenay-Malabry et en restera le recteur jusqu’à sa retraite en 2019 .

## Publications

### Essais
- L’Orthodoxie, Mame, 1990
- Lumières d'Orient, Droguet et Ardant, 1981
- Pèlerins russes et vagabonds mystiques, Cerf, 1987
- La Prière des chrétiens de Russie, 2007
- Le Christ dans la tradition et la littérature russes, Desclée, 1996
- Une voix chez les orthodoxes, Cerf, 1996
- Les Chrétiens orthodoxes, coll. « Dominos », Flammarion, 2000
- Ouvrir son cœur - Un chemin spirituel, DDB, « Spiritualité », 2004
- Petite vie du père Men, DDB, 2005
- Prier 15 jours avec Saint Séraphim de Sarov, Nouvelle Cité, 2008
- Prier 15 jours avec Alexandre Men, Nouvelle Cité, 2010
- Huit saints pour notre temps, Desclée de Brouwer, 2012
- Deux martyrs dans un monde sans Dieu - Dietrich Bonhoeffer et Alexandre Men, Salvator, 2015.

### Traductions
- Hilarion Alfeyev, Le mystère de la foi - Introduction à la théologie dogmatique orthodoxe, Cerf, 2001
- Antoine (Bloom) de Souroge, Le sacrement de la guérison, Cerf, 2002
- Antoine (Bloom) de Souroge, Rencontre avec le Dieu vivant - Lecture spirituelle de l’Évangile selon Saint Marc, Cerf, 2004
- Antoine (Bloom) de Souroge, La vie, la maladie, la mort, Laurens, 1998
- Alexandre Men, Manuel pratique de prière, Cerf, 1998.